# Rob Beckwith
Rob Beckwith, född 12 september 1984, är en engelsk före detta fotbollsmålvakt.

## Karriär
Rob Beckwith gjorde debut för Luton Town FC. Han blev vald till matchens spelare i matchen mot Bristol City som slutade 2–2. Framgångarna i Luton Town gjorde att storklubbarna fick ögonen på Beckwith och Arsenal visade stort intresse. Skadeproblem stoppade dock den fortsatta utvecklingen och efter ett lån till Chesterfield 2005 blev han släppt på fri transfer. 
Beckwith tog då tid på sig att träna upp sin skadedrabbade kropp och återvände till fotbollen 2006/07 då han spelade för Hitchin Town. Efter fina insatser värvades han sommaren 2007 till Barnet som reserv bakom Lee Harrison. Efter svaga insatser av sistnämnde fick Beckwith chansen och han tog den. Han gjorde ett antal fina insatser i League Two och blev hjälte i FA-cupen när Barnet slog ut Swindon Town i tredje omgången. Matchen gick till straffläggning och Beckwith tog den avgörande matchen som tog Barnet till den fjärde omgången.
Skador satte sedan stopp för fortsatt spel under 2007/08.